# Somfy
Somfy es un grupo industrial  francés de 1960 basado históricamente en Cluses en Alta Saboya y especializado en motores, automatización para apertura de vivienda y construcción, domótica y sistemas de alarma. La familia Despature es la principal accionista de la sociedad.

## Historia
- En 1960, Luis Carpano y Charles Pons fundan la sociedad Carpano & Pons  de mecánica, micromecánica en un área conocida en la técnica para la fabricación de piezas de relojería suiza.